# A Friend in London
A Friend in London var et dansk rock band. Det blev dannet i 2005 af Tim Schou (sang og guitar), Sebastian Vinther (guitar og sang), Aske Damm Bramming (bas) og Esben Svane (trommer). I 2011 vandt de Dansk Melodi Grand Prix med sangen "New Tomorrow", der er skrevet af Lise Cabble og Jakob Glæsner. De repræsenterede Danmark ved det internationale Melodi Grand Prix 2011 i maj i Düsseldorf, Tyskland og fik en 5. plads.
Medlemmerne i A Friend in London mødte hinanden på Vostrup Efterskole lidt uden for Tarm i Vestjylland. Bandet vandt i 2008 den europæiske finale i musikkonkurrencen Bodog Million Dollar Battle of the Bands, med over 40.000 deltagende bands på verdensplan, hvilket resulterede i et job på den canadiske musikfestival North By NorthEast og efterfølgende en lang række jobs i Canada. De har blandt andet spillet på Canadas største branchefestival Canadian Musik Week, på det landsdækkende morgen-show Breakfast TV og har to gange turneret en hel måned i staten Ontario.
A Friend in London udgav deres debutalbum i 2013.

## Diskografi

### Album
- Smukfest 2012 (live)
- Unite (2013)

### Singler
| År   | Titel                             | Højeste placering | Højeste placering | Højeste placering | Højeste placering | Højeste placering | Højeste placering |
| År   | Titel                             | Danmark           | Belgien           | Irland            | Holland           | Schweiz           | UK                |
| ---- | --------------------------------- | ----------------- | ----------------- | ----------------- | ----------------- | ----------------- | ----------------- |
| 2011 | "New Tomorrow"                    | 2                 | 94                | 9                 | 58                | 39                | 78                |
| 2011 | "Calling a Friend"                | —                 | —                 | —                 | —                 | —                 | —                 |
| 2012 | "Get Rich in Vegas"               | —                 | —                 | —                 | —                 | —                 | —                 |
| 2012 | "New Tomorrow" (feat. Howie D)    | —                 | —                 | —                 | —                 | —                 | —                 |
| 2012 | "New Tomorrow" (vs. Crystal Lake) | —                 | —                 | —                 | —                 | —                 | —                 |

2013 "Rest From The Street" (feat. Carly Rae Jepsen)